# Кононов Ілля Федорович
Кононов Ілля Федорович (нар. 1 листопада 1955 року, с. Пахалівка, Українська РСР, СРСР) — соціолог, доктор соціологічних наук (2006), професор (2007). Заслужений діяч науки і техніки України (2017).

## Біографічні дані
У 1979 закінчив Ворошиловградський педагогічний інститут, де працював (нині Луганський університет): з 1993 — завідувачем кафедри філософії та соціології.
З 2017 року — професор кафедри філософії та соціології філософського факультету ДВНЗ «Прикарпатський національний університет імені Василя Стефаника».
З 2003 керівник ГО «Центр з вивчення суспільних процесів та проблем гуманізму».
Керівник Луганського відділення Соціологічної асоціації України.

## Освітня та громадська діяльність
- Входить до складу редакційної колегії періодичного друкованого наукового фахового видання «Вісник Прикарпатського університету. Філософські і психологічні науки»[6].
- Входить до складу редакційної колегії збірника «Наукові праці Вищого навчального закладу „Донецький національний технічний університет“». Серія: «Педагогіка, психологія і соціологія»[7].
- Входив до складу додатково залучених експертів комісії, яка розробляла Стандарт вищої освіти України із галузі знань «Соціальні та поведінкові науки» та спеціальності «Соціологія»[8].
- Входив до складу членів науково-методичної комісії (підкомісії) сектору вищої освіти Науково-методичної ради Міністерства освіти і науки України з питань соціології[9].
- У 2014 був учасником, ініційованої Сергієм Тігіпком, конференції «Мир та громадянська злагода в Україні» в Запоріжжі[10].
- Досліджує проблеми соціології регіонів і етносоціології, зокрема просторової організації суспільства, регіональної системи України; специфіку регіональної спільноти Донбасу[1].